# Festival Internacional de la Cultura de Boyacá 2013
La 41.ª edición del Festival Internacional de la Cultura de Boyacá, celebrada en la ciudad colombiana de Tunja, tendría lugar entre el 30 de agosto y el 7 de septiembre de 2013, pero debido a la situación de orden público ocasionado por el paro nacional agrario el evento tuvo que ser suspendido; una vez superada la situación con el levantamiento de las protestas en el cual se pensó inicialmente en la cancelación del evento, los organizadores confirmaron la realización de la edición 2013 del festival, la cual se realizó entre el 8 y el 15 de noviembre de 2013, salvando más del 80% de las actividades cultures y conciertos conllevando a la reprogramación de los mismos y la confirmación de nuevos artistas que no estaban incluidas en las fechas originales del certamen. El país invitado fue Francia y el departamento invitado Meta. Varias delegaciones como la de India han hecho su confirmación anticipada al evento.

## Artistas destacados
| País participante | Arte   | Artista-Evento  |
| ----------------- | ------ | --------------- |
| México            | Música | Luis Miguel     |
| Colombia          | Música | Carlos Vives    |
| Puerto Rico       | Música | José Feliciano  |
| Cuba              | Música | Orquesta Aragón |
| Argentina         | Música | Los Visconti    |
| Colombia          | Música | Fonseca         |
| Colombia          | Música | Andrés Cabas    |
| México            | Música | Los Tres Reyes  |